# Trebendorf
Trebendorf, obersorbisch Trjebinⓘ, ist eine sächsische Gemeinde im Landkreis Görlitz, die der Verwaltungsgemeinschaft Schleife angehört. Die zweisprachige Gemeinde liegt im sorbischen Siedlungsgebiet der Oberlausitz.
Die ehemals eigenständige Gemeinde Mühlrose ist seit dem 1. Januar 1999 Ortsteil Trebendorfs. Zusammen bilden die beiden Orte nach Einwohnern eine der kleinsten Gemeinden Sachsens (2006: Rang 15 mit 1058 Einwohnern).

## Geographie

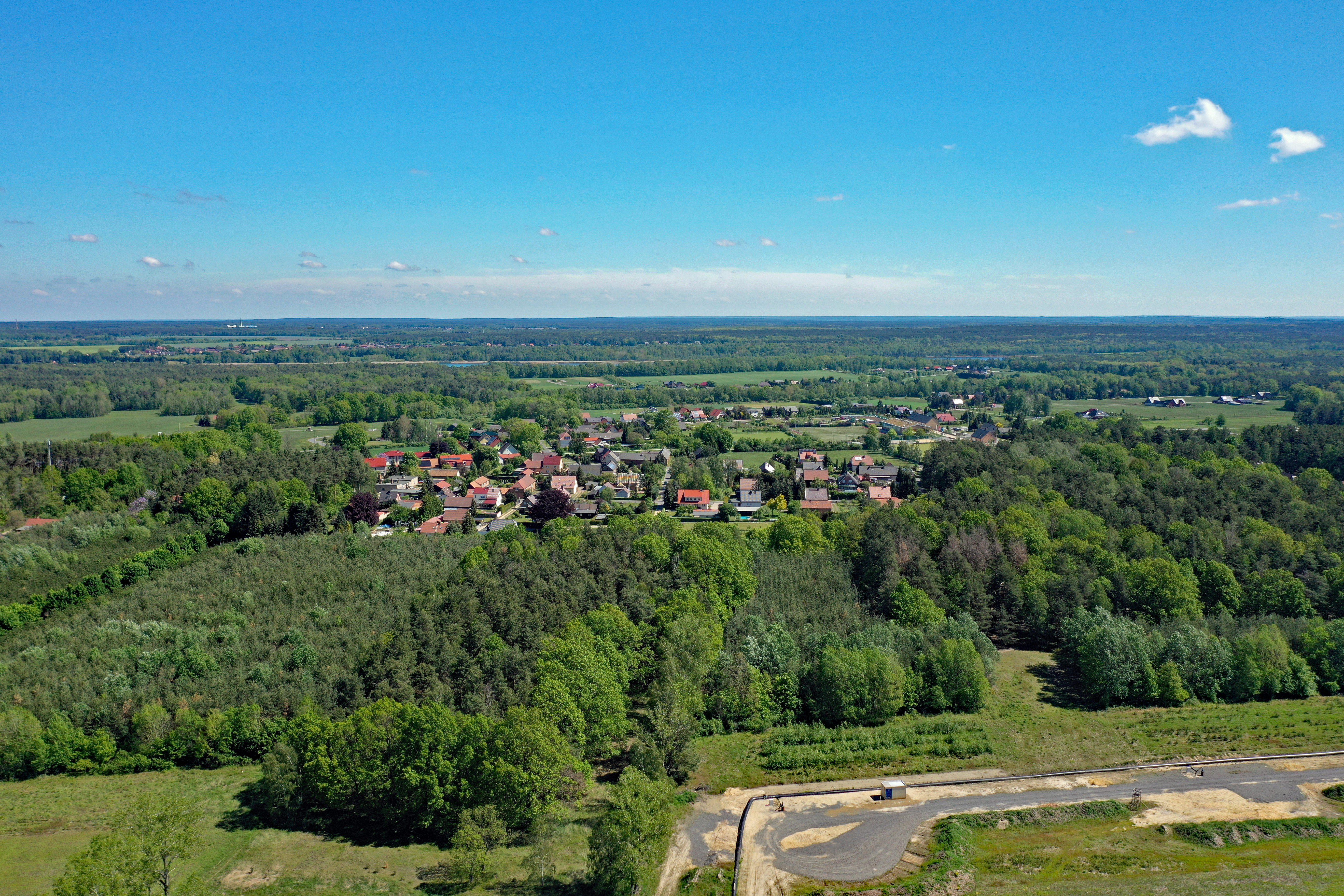
Luftbild 2019, im Vordergrund das zukünftige Tagebauareal und die Schutzpflanzung

### Lage und Verkehr
Die Gemeinde Trebendorf liegt im nördlichen Teil des Landkreises, einer waldreichen Gegend am Nordwestrand der Muskauer Heide. Trebendorf liegt 5 km westlich von Weißwasser/Oberlausitz und 15 km südöstlich der brandenburgischen Stadt Spremberg.
Aus Spremberg kommend verläuft die Bundesstraße 156 parabelförmig um die Dörfer des Schleifer Kirchspiels herum nach Weißwasser und wieder in westlicher Richtung über Boxberg/O.L. nach Bautzen. Durch Trebendorf führt die Bahnstrecke Berlin–Görlitz von Schleife nach Weißwasser, zeitweise parallel zur Struga. Der Großteil der Ortsfläche liegt südlich der Bahnlinie, während sich nördlich von ihr der Halbendorfer See befindet, der Mitte des 20. Jahrhunderts aus dem Tagebau Trebendorfer Felder entstand.
Etwa fünf Kilometer südwestlich Trebendorfs liegt Mühlrose, umgeben von den Schleifer Ortsteilen Mulkwitz (im Nordwesten) und Rohne (im Norden), dem zum Gemeindegebiet gehörenden Tiergarten im Osten und dem Tagebau Nochten im Süden und Westen. Westlich des Tagebaus durchzieht die Spreestraße (Kreisstraße 8481) kurzzeitig das Gemeindegebiet und stellt eine Anbindung zum an der Spree gelegenen Dorfteil Ruhlmühle zur Verfügung. An diesen grenzt die Gemeinde Spreetal mit dem Neustädter Dorfteil Döschko.

### Ortsgliederung

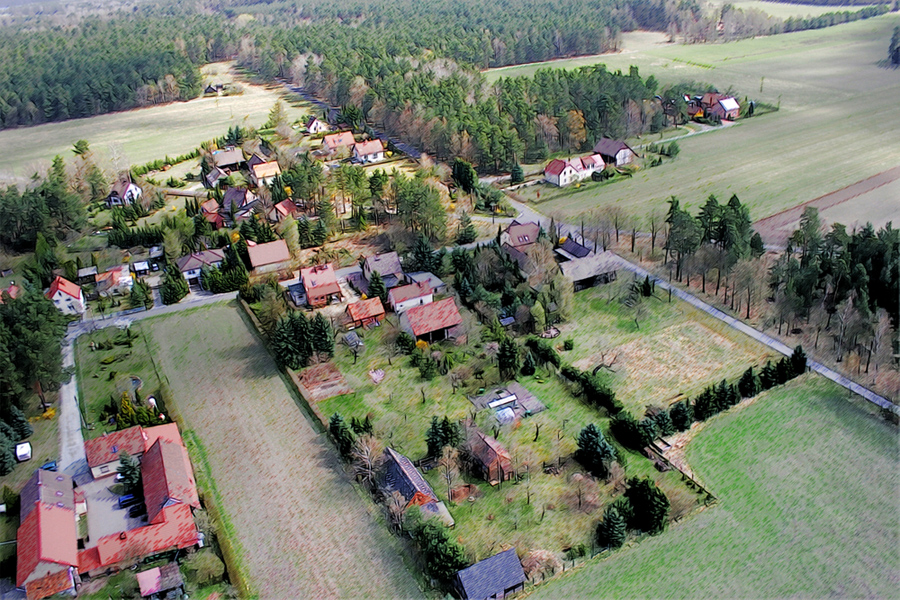
Zentrum von Hinterberg: erste Grundstücke sind bereits beräumt (KAP-Luftaufnahme im April 2010, grafisch anonymisiert, Blick in östlicher Richtung).
Der Abriss des letzten Wohnhauses erfolgte 2020. Die mittig am unteren Bildrand befindliche denkmalgeschützte Scheune wird 2021 zum Schusterhof umgesetzt.

Der Ort Trebendorf gliedert sich in drei Teile. Neben dem Dorfkern (Straßendorf) sind dies die Streusiedlung Kaupe und das vom restlichen Dorf etwa einen Kilometer entfernte Klein Trebendorf (sorbisch Trjebink; auch Neu Trebendorf genannt). Einen vierten Teil bildete die Streusiedlung (Alt-)Hinterberg, die ab 2008 zugunsten des Tagebaus Nochten umgesiedelt wurde, wobei der Name in einem der neuen Siedlungsstandorte erhalten bleibt. Im Jahr 2016 waren nur noch drei Grundstücke von Alt-Hinterberg bebaut, der Abriss des letzten Wohnhauses erfolgte Ende 2020.
Das Dorf Mühlrose gliedert sich in drei Teile. Der Dorfkern ist, im Gegensatz zu Trebendorf, ein Rundling, an den sich Ausbauten in nordöstlicher Richtung mit verstreuten Gehöften anschließen. Der hauptsächlich östlich an der Spree gelegene Weiler Ruhlmühle liegt mehrere Kilometer westlich des Dorfes. Zwischen dem Dorf und Ruhlmühle lagen bis zu den Teilortsabbrüchen die Neustädter und die Tzschellner Ausbauten.

Der Tagebaubetreiber LEAG plant den Abbau des Teilfelds Mühlrose ab etwa 2030. Im Rahmen der dafür notwendigen Umsiedlung an den Lieskauer Weg nach Schleife wird vom ursprünglichen Ort Mühlrose nur die Siedlung Ruhlmühle erhalten bleiben.

## Geschichte
→ Zur Geschichte von Mühlrose siehe Mühlrose #Geschichte.

### Ortsgeschichte
Ein im Jahr 1382 urkundlich erstmals erwähntes Trebindorf ist auf Trebendorf-Wiesengrund zu beziehen. Die erste urkundliche Erwähnung unseres Orts erfolgt im Jahr 1399 in Verbindung mit dem Ort Schleife. 1406 zinste Trebendorf Heinrich von Köckritz auf Schleife, dessen Familie jedoch schon um 1430 aus Schleife verschwunden war. Noch im 15. Jahrhundert wurde Trebendorf neben anderen Dörfern des Kirchspiels Schleife eine Pertinenz der Herrschaft Muskau und unterstand dieser bald darauf auch grundherrschaftlich. Für die Standesherrschaft, die bis zur bäuerlichen Ablösung Mitte des 19. Jahrhunderts Grundherr blieb, war besonders der Tiergarten zwischen Trebendorf und Mühlrose von Interesse; durch die Wälder führende Alleen und Dämme sind noch immer Zeugen jener Zeit.

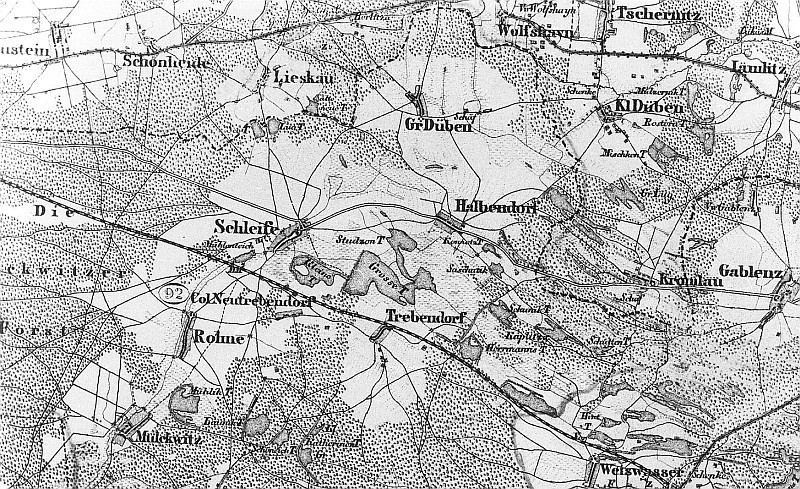
Karte mit Trebendorf und der Col. Neutrebendorf um 1850

Im 18. Jahrhundert entstand etwas westlich von Trebendorf die Colonie Neutrebendorf (heute Klein Trebendorf), die bereits 1810 über sieben Wirtschaften verfügte.
Wie das gesamte Gebiet der Standesherrschaft Muskau lag Trebendorf in dem Teil der Oberlausitz, den das Königreich Sachsen 1815 nach dem Wiener Kongress an das Königreich Preußen abtreten musste. Mit dem Großteil der Standesherrschaft wurde Trebendorf zur Provinz Schlesien geschlagen und in den 1816 gegründeten Landkreis Rothenburg (Ob. Laus.) eingegliedert.
Im Jahr 1867 ließ ein Spremberger Unternehmer in der Grube Gustav Adolph untertage Braunkohle fördern. Nach wenigen Jahren wurde dieser erste Kohleabbau in Trebendorf eingestellt, da sich die beteiligten Parteien nicht einigen konnten. Wenig später fanden auch Trebendorfer in Weißwasser Arbeit, als sich das Heidedorf bis zur Jahrhundertwende zum Zentrum der europäischen Glasproduktion entwickelte.

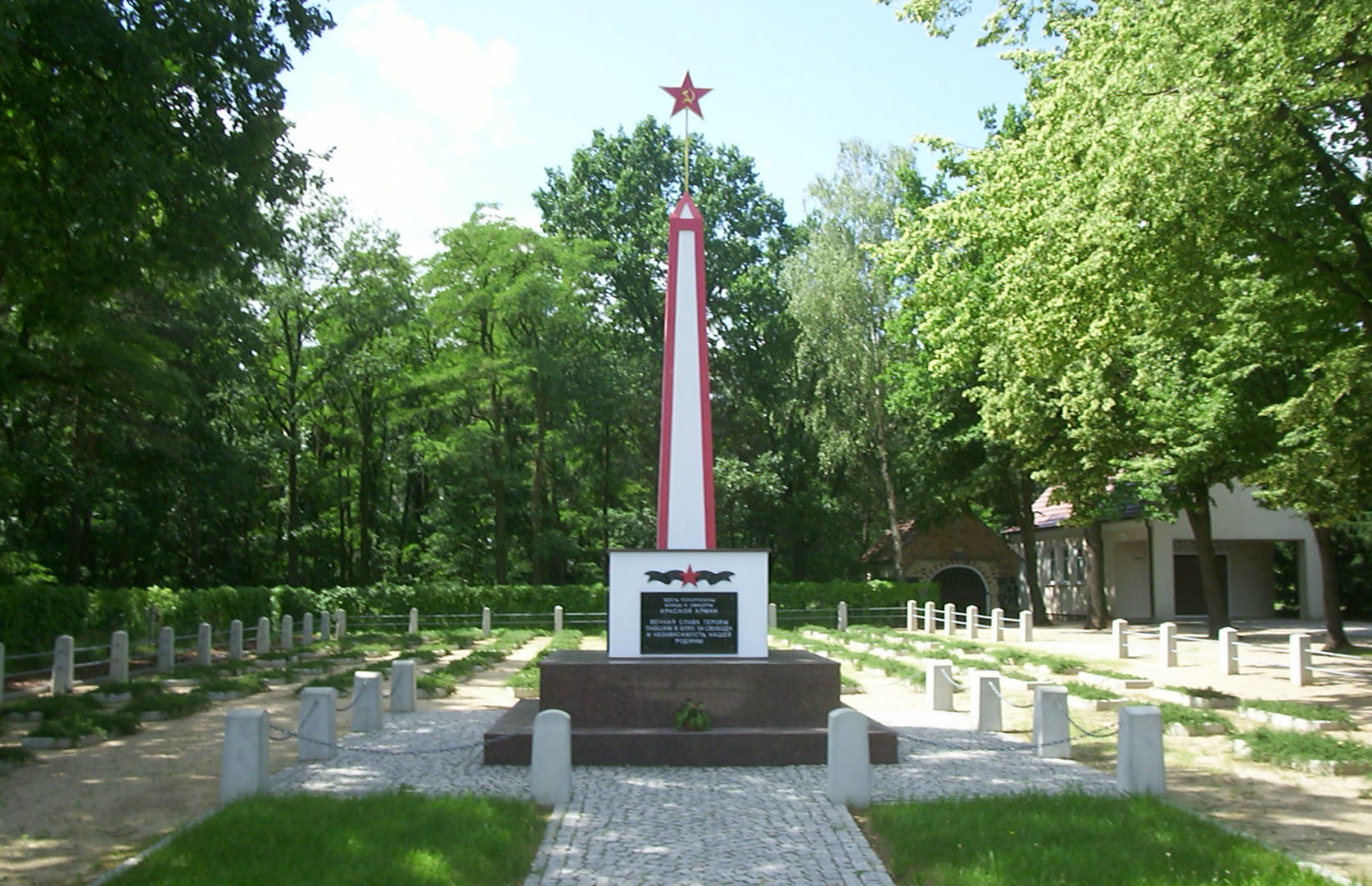
Sowjetischer Soldatenfriedhof

Einsetzend mit dem Oder-Neiße-Übertritt am 16. April 1945 und dem Vorstoß zur Spree bei Neustadt/Spree bis zum 18. April zog die Rote Armee in den letzten Wochen des Zweiten Weltkriegs durch Trebendorf. Nach dem Kriegsende mussten die Toten geborgen und ordentlich beerdigt werden. Für die gefallenen sowjetischen Soldaten aus den umliegenden Dörfern wurde in Trebendorf neben dem Friedhof ein sowjetischer Soldatenfriedhof mit einem Ehren-/Mahnmal errichtet. Zur Einweihung des Heldenfriedhofs der Rotarmisten am 29. September 1945 hatten die Einwohner zu erscheinen.
Die schlesische Künstlerin Dorothea von Philipsborn fand in den ersten Nachkriegsjahren in Trebendorf eine Bleibe, bevor sie sich Anfang der fünfziger Jahre in Weißwasser niederließ. Während ihrer Trebendorfer Zeit schnitzte sie unter anderem im Wohnzimmer ihrer Gastfamilie das neue Kruzifix der Schleifer Kirche.
Durch die Verwaltungsreform von 1952 wurde die seit 1945 wieder sächsische Gemeinde dem Kreis Weißwasser im eher brandenburgisch-niederlausitzischen Bezirk Cottbus zugeordnet.
Große Popularität in den frühen Jahren der DDR hatten die Heimatfeste Trebendorfs, für die (zeitlich begrenzt) an der Bahnstrecke ein Haltepunkt eingerichtet wurde.
Arbeit im Dorf boten neben dem Tagebau Trebendorfer Felder die Landwirtschaftlichen Produktionsgenossenschaften (LPG). Für die Tierproduktion wurden große Rinder-, Schweine- und Hühnerställe gebaut, für die Pflanzenproduktion wurden Wälder gerodet und zu großen Feldern verbunden.
In der ersten Hälfte der achtziger Jahre konnte die kleine Gemeinde einen Verwaltungskomplex mit Feuerwehrhaus, Gemeindeamt, Poststation und Gemeindeschwesternzimmer bauen.

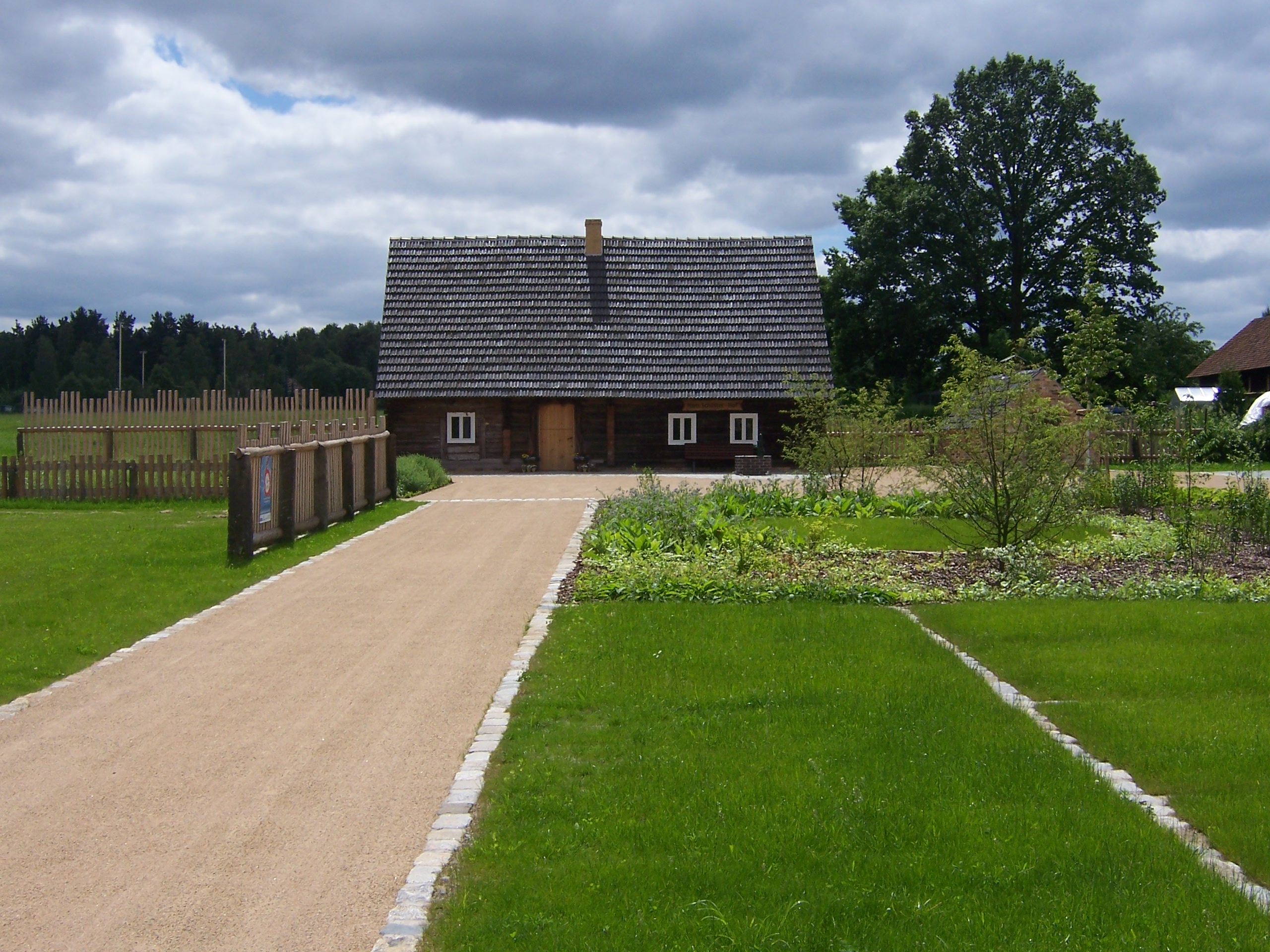
Umgesetztes Wohnhaus des Dudelsackspielers Hans Schuster im neuen Dorfzentrum

In der Wendezeit stimmten die meisten Einwohner in Trebendorf wie auch im restlichen Kreisgebiet für einen Wechsel des Landkreises Weißwasser zum Land Sachsen. In der sächsischen Kreisreform von 1994 ging der Landkreis im Niederschlesischen Oberlausitzkreis auf. Im Rahmen der sächsischen Gemeindegebietsreformen schlossen sich die Gemeinden Trebendorf und Mühlrose, wie auch Groß Düben und Halbendorf, zum 1. Januar 1999 zusammen und entschieden sich somit gegen eine Eingemeindung nach Schleife. Zugleich bildeten die drei Gemeinden die Verwaltungsgemeinschaft Schleife. Durch eine neuerliche Kreisreform gehört Trebendorf seit dem 1. August 2008 zum neu gebildeten Landkreis Görlitz.
Für den herannahenden Tagebau Nochten ist der Dorfteil Hinterberg seit 1994 zum Kohleabbau bestimmt. Durch die 2006 beantragte und 2014 genehmigte Inanspruchnahme des Vorranggebiets sollte der Tagebau über das 1994 genehmigte Gebiet ausgedehnt werden. In diesem Zusammenhang hätte die vollständige Umsiedlung Klein Trebendorfs bis etwa 2020 erfolgen sollen. Nach Vattenfalls Verkauf seiner Braunkohlesparte hat der neue Tagebaubetreiber LEAG im März 2017 bekannt gegeben, dass das Unternehmen auf die Inanspruchnahme des Vorranggebiets (außer dem Teilfeld Mühlrose) verzichtet. Für die Umsiedler entstanden Bauflächen im Dorfkern und in Kaupe, von denen nach dem Rückzug vom Vorranggebiet etwa 70 erschlossene Grundstücke unbebaut blieben. Zwischen dem Dorfteich und dem 1999 eingeweihten Sportplatz entstand im Zusammenhang mit der Umsiedlung von Hinterberg auch eine neue Dorfmitte. Dorthin wurde das Wohnhaus des Dudelsackspielers Hans Schuster (1910–1984) umgesetzt und auch die Kindertagesstätte erhielt dort im Frühjahr 2012 ein neues Domizil.

### Schule in Trebendorf

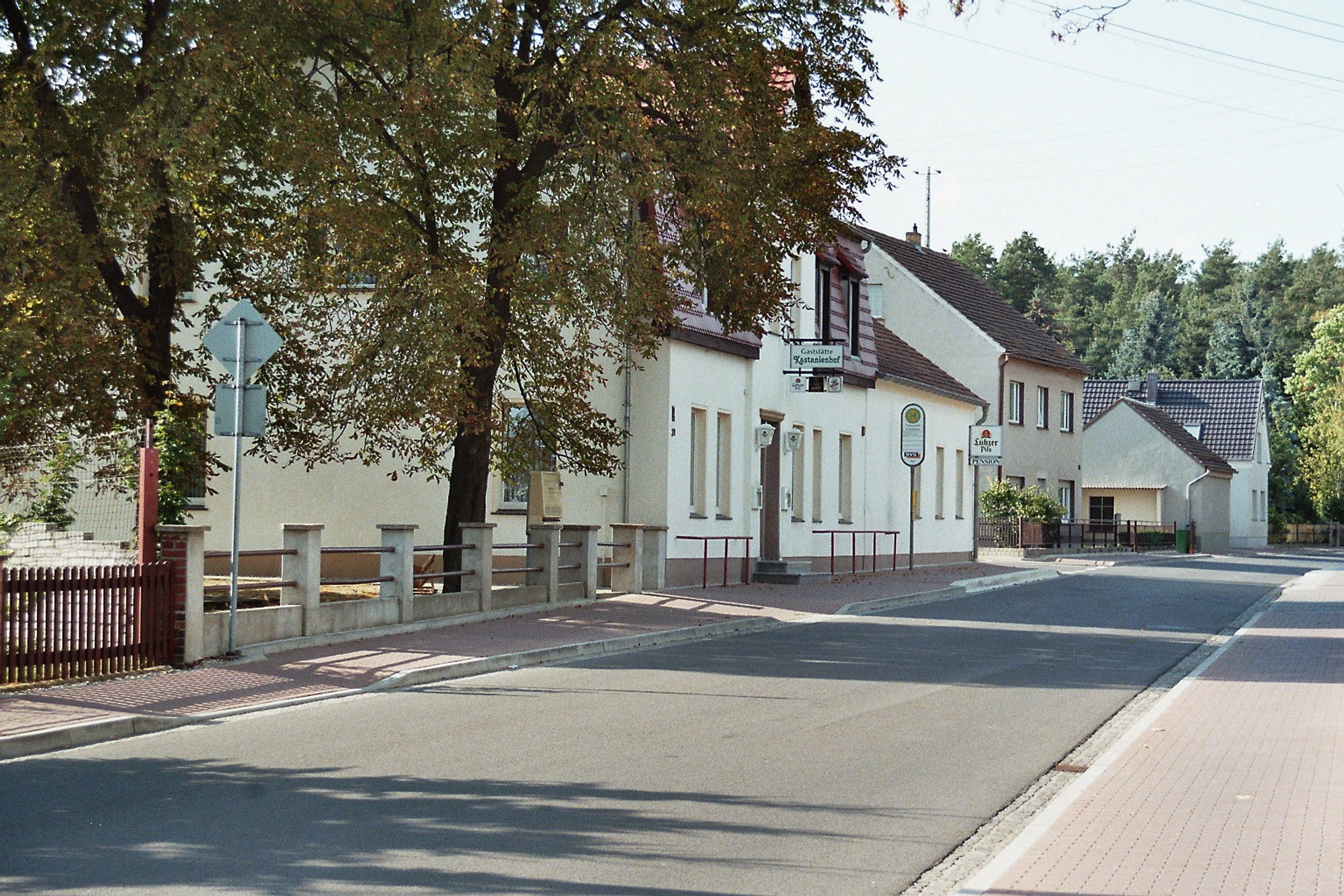
Ehemalige Gaststätte, links des Eingangs waren die Schulzimmer

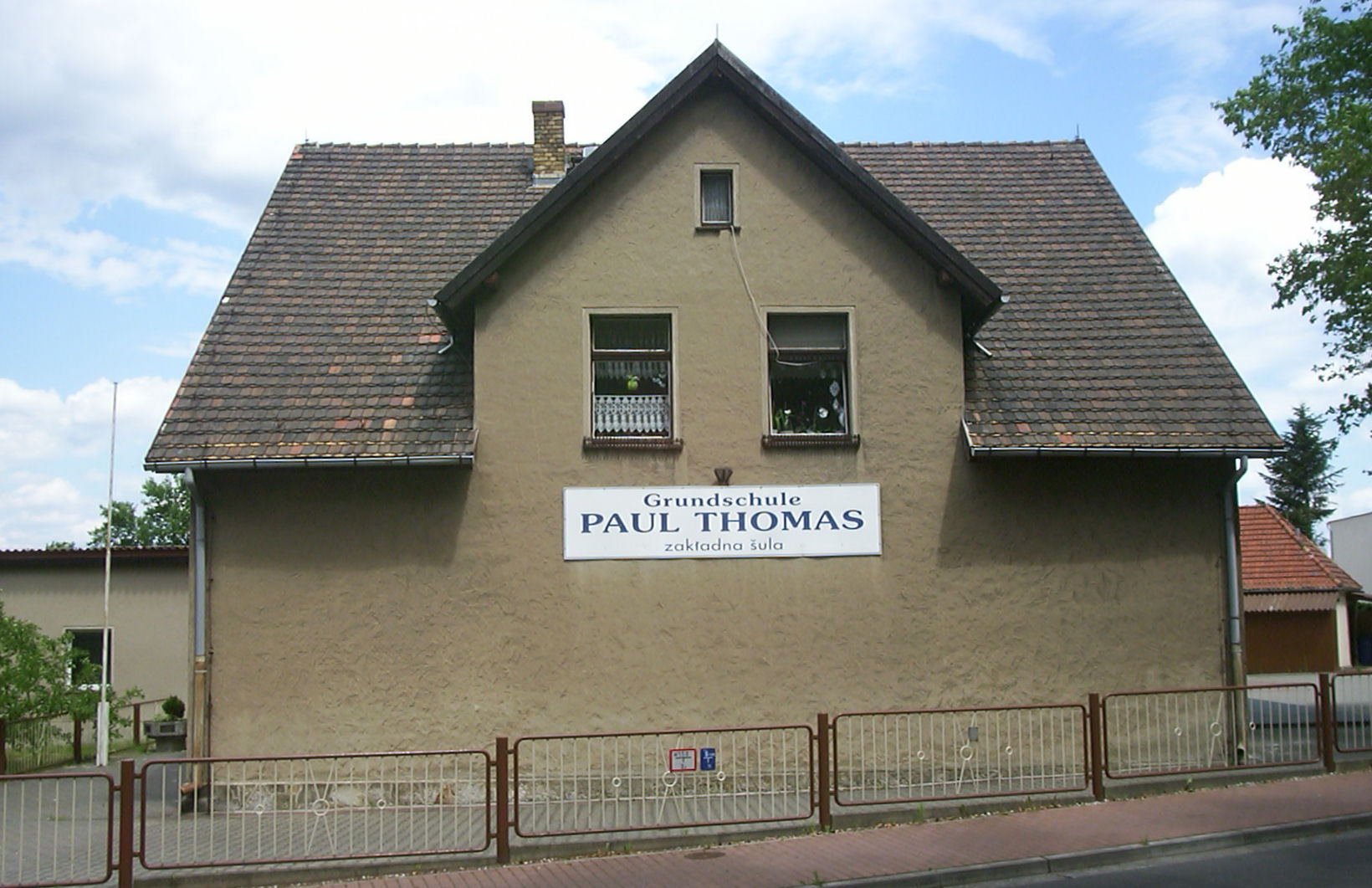
Ehemalige Paul-Thomas-Schule (2008) vor ihrem Umbau zu einem Wohnhaus

Eine eigene Schule wurde in Trebendorf erst 1910 erbaut, vorher gingen die Kinder nach Schleife in die dortige Schule. Anfangs erfolgte der Unterricht in zwei Klassenräumen für die erste bis vierte sowie fünfte bis achte Klasse. Das Gebäude war am 1. September 1945 einem Brand ausgesetzt und wurde 1948 wiederaufgebaut. In der Zwischenzeit waren zwei Zimmer in Paulos Gasthof Waldesruh (1999–2019: Gasthaus Kastanienhof, inzwischen Wohnhaus) angemietet. Noch bis in die fünfziger Jahre hinein gingen die Kinder auch in sorbischer Tracht in die Schule, durch die fortschreitende Industrialisierung wurde die Zweisprachigkeit schrittweise immer mehr zurückgedrängt, so dass das Sorbentum in Trebendorf kaum mehr als historische Brauchtumspflege ist und zumeist nur von älteren Einwohnern wirklich gelebt wird.
Durch den Geburtenrückgang in der Nachwendezeit musste die Grundschule, in die auch die Kinder aus Groß Düben und Halbendorf gingen, im Juli 2000 geschlossen werden. Seitdem gibt es in der Verwaltungsgemeinschaft Schleife nur noch in Schleife selbst eine Grundschule. Zuletzt nahmen etwa 70 % der Schüler am Sorbischunterricht teil. Benannt war die Schule nach dem Trebendorfer Schriftsteller und Journalisten Paul Thomas (1898–1942).
Oberschulstandort ist Schleife, das nächste Gymnasium befindet sich in Weißwasser.

Das Schulgebäude und seine Außenanlagen wurden 2009–2011 saniert. Es entstanden Mietwohnungen, außerdem zog das Gemeindeamt in das Erdgeschoss.

### Bevölkerungsentwicklung
| Jahr | Einwohner (ohne Mühlrose) |
| ---- | ------------------------- |
| 1782 | 125                       |
| 1825 | 223                       |
| 1863 | 306                       |
| 1871 | 361                       |
| 1885 | 384                       |
| 1905 | 435                       |
| 1910 | 537                       |
| 1925 | 540                       |
| 1939 | 629                       |
| 1946 | 699                       |
| 1950 | 710                       |
| 1964 | 707                       |
| 1971 | 708                       |
| 1988 | 631                       |
| 1991 | 598                       |
| 1993 | 596                       |
| 1996 | 731                       |
| 1998 | 850                       |
| 2000 | 883                       |
| 2005 | 823                       |
| 2010 | 752                       |
| 2015 | 708                       |

| Jahr | Bauern | Häusler | Gärtner | Wirtschaften insgesamt |
| ---- | ------ | ------- | ------- | ---------------------- |
| 1552 | 17     | 4       | 4       | 25                     |
| 1630 | 18     | –       | 2       | 20                     |
| 1647 | 12     | –       | –       | 12                     |
| 1699 | 17     | 2       | 4       | 23                     |
| 1777 | 18     | 1       | 3       | 22                     |
| 1782 | 16     | 1       | 3       | 20                     |
| 1810 | 17 —   | 1 1     | 3 6     | 21 07                  |

Aus den Urbarien der Herrschaft Muskau geht hervor, dass in Trebendorf 2 Lehngutsbauern und 15 Halbbauern (insgesamt 17 besessene Mann) sowie 4 Gärtner und 4 Häusler lebten. Insgesamt gab es somit 25 Wirtschaften. Diese Zahl ging in der Folgezeit zurück, so dass während des Dreißigjährigen Krieges (1618–1648) nur noch 20 Wirtschaften im Jahr 1630 und gar nur 12 belegte und 8 wüste Wirtschaften im Jahr 1647 verzeichnet werden konnten. Einhergehend mit dem Wiederaufbau der Standesherrschaft wuchs auch in Trebendorf wieder die Bevölkerung, so dass bereits 1699 wieder 2 Lehnbauern, 15 Halbbauern, 2 Gärtner und 4 Häusler gezählt werden konnten.
Bei der sächsischen Landesexamination im Jahr 1777 wurden für Trebendorf 18 besessene Mann, 1 Gärtner, 3 Häusler (insgesamt also 22 Wirtschaften) und sechs wüste Wirtschaften übermittelt. Laut anderer Quellen lag die Zahl der besessenen Mann nur bei 15.
Im Jahr 1810 wirtschafteten im eigentlichen Dorf 17 besessene Mann, 1 Gärtner und 3 Häusler. In der Colonie Neutrebendorf, die eine Häuslerzeile auf ursprünglich herrschaftlichem Grund war, lebten 1 Gärtner und 6 Häusler.
Im weiteren Verlauf des 19. Jahrhunderts sowie des frühen 20. Jahrhunderts stieg die Einwohnerzahl rasch an. Waren es 1825 bei der ersten Volkszählung, bei der jeder Einwohner gleichwertig gezählt wurde, noch 223 Einwohner, so konnten 1885 bereits 384 und 1925 540 Einwohner verzeichnet werden.
Infolge des Zweiten Weltkriegs und der Vertreibung der deutschen Bevölkerung aus den ehemals deutschen Ostgebieten stieg die Einwohnerzahl weiter an. Während die letzte Vorkriegszahl im Mai 1939 noch bei 629 Einwohnern lag, wurden im Juli 1946 mehr als 10 % Bevölkerungswachstum verzeichnet. Bis in die frühen siebziger Jahre blieb die Einwohnerzahl relativ konstant bei etwa 700, fiel danach jedoch zurück, so dass 1988 noch 631 und 1990 noch 631 Einwohner gezählt wurden.
Trotz eines Geburtenrückgangs und Wegzugs wegen wegfallender Arbeitsplätze konnte Trebendorf in den neunziger Jahren von der einsetzenden Suburbanisierung profitieren, so dass durch den Bau neuer Eigenheime die Einwohnerzahl innerhalb von fünf Jahren von rund 600 auf 850 Einwohner anstieg. Mit 883 Einwohnern hatte Trebendorf im Jahr 2000 den Höchststand erreicht. Seitdem sank die Zahl auf 708 (2015) zurück.
Ebenfalls im Jahr 2000 hatte die Gemeinde Trebendorf (mit den Ortsteilen Trebendorf und Mühlrose) ihren (statistischen) Einwohnerhöchststand erreicht. Von 1147 Einwohnern sank die Zahl seitdem kontinuierlich und lag Ende 2010 mit 999 wieder unter der 1000er-Marke.
Viele der Einwohner Trebendorfs blicken auf eine sorbische Vergangenheit zurück. Noch 1863 stellten mit 288 der 306 Einwohner Sorben die Bevölkerungsmehrheit. Industrialisierung besonders im nahegelegenen Weißwasser und damit einsetzender Zuzug begünstigten eine Durchmischung, während in der Zeit des Nationalsozialismus eine Germanisierung forciert wurde. Dennoch zählte Ernst Tschernik auch 1956 noch eine stabile sorbischsprachige Bevölkerungsmehrheit von 76,8 %, darunter 140 Kinder und Jugendliche. Seither hat die Zahl der Sorbisch-Sprecher jedoch stark abgenommen.

### Ortsname
Nach Jan Meschgang geht der sorbische Name Trebendorfs, Trjebin, auf trjebić ‘roden, die Bäume mit Wurzeln aushacken’ zurück, Trebendorf ist somit ein ‚Rodungsdorf‘. Ernst Eichler und Hans Walther wiesen darauf hin, dass aufgrund der spät einsetzenden Überlieferung und einer uneinheitlichen Entwicklung neben dieser Bedeutung auch die Möglichkeit der Ableitung von einem Personennamen besteht, die Lage des Ortes jedoch für eine Herkunft von einem altsorbischen Rodungsnamen spricht.
Der deutsche Ortsname entwickelte sich von der ersten Erwähnung als Trebindorf (1382) über Dreben (1552), Dorff Treben (1597), Trebendorff (1704), Drebendorff (1732) nach Trebendorf (1791).
Urkundliche Überlieferungen des sorbischen Ortsnamens sind unter anderem Tŕebin (1843), Trjebin (1866) und Trebin (1885).

## Politik

### Gemeinderat
Seit der Gemeinderatswahl am 9. Juni 2024 verteilen sich die 8 Sitze des Gemeinderates folgendermaßen auf die einzelne Gruppierung:
- Wählervereinigung Trebendorf: 8 Sitze

Da nur eine Liste zur Wahl stand, hatten Wähler die Möglichkeit händisch Namen in eine Leerzeile zur schreiben. Für einen Sitz im Gemeinderat haben 1 % der Stimmen allerdings nicht gereicht.
| Liste                                               | 2024   | 2024   | 2019           | 2019           | 2014           | 2014           |
| Liste                                               | Sitze  | in %   | Sitze          | in %           | Sitze          | in %           |
| --------------------------------------------------- | ------ | ------ | -------------- | -------------- | -------------- | -------------- |
| Wählervereinigung Trebendorf                        | 8      | 99,0   | 4              | 36,5           | 6              | 41,4           |
| Einzelvorschläge                                    | –      | 1,0    | nicht zulässig | nicht zulässig | nicht zulässig | nicht zulässig |
| Wählervereinigung Wir für Trebendorf                | –      | –      | 4              | 29,5           | 3              | 25,9           |
| CDU                                                 | –      | –      | 2              | 18,7           | 1              | 9,7            |
| Wählervereinigung Wir für Transparenz in Trebendorf | –      | –      | 2              | 15,3           | 2              | 17,1           |
| WVMü                                                | –      | –      | –              | –              | –              | 5,9            |
| Wahlbeteiligung                                     | 78,6 % | 78,6 % | 74,6 %         | 74,6 %         | 69,7 %         | 69,7 %         |

### Bürgermeister
| Zeitraum  | Name               | Wahl       |
| --------- | ------------------ | ---------- |
| vor 1945  | Bastian            |            |
|           | Matthäus Krautz    |            |
| 1945–1947 | Matthäus Mrosk     |            |
| 1947–1950 | Matthäus Nowusch   |            |
| 1950      | Paul Fabian        |            |
| 1950–1963 | Paul Richter       |            |
| 1963–1970 | Heinrich Aselmeyer |            |
| 1970–1982 | Ruth Lisowsky      |            |
| 1982–2010 | Peter Mäkelburg    | 2001, 2008 |
| 2010–2017 | Kerstin Antonius   | 2010       |
| 2017–2023 | Waldemar Locke     | 2017       |
| seit 2023 | Robert Sprejz      | 2023       |

Ehrenamtlicher Bürgermeister in Trebendorf ist seit 2023 Robert Sprejz, der vorher schon als Amtsverweser (zuvor stellvertretender Bürgermeister) die Amtsgeschäfte führte.
Sein Amtsvorgänger war vom 8. Dezember 2017 bis 28. Februar 2023 Waldemar Locke (CDU) aus Mühlrose. Jener setzte sich 2017 mit 52,9 % der Stimmen gegen eine parteilose Kandidatin (Wir für Trebendorf) durch; beide Kandidaten waren vor der Wahl Gemeinderäte. Die Bürgermeisterwahl fand gemeinsam mit der Bundestagswahl 2017 statt, die Wahlbeteiligung lag mit 85 % deutlich über dem Schnitt der vorherigen Bürgermeisterwahlen. Infolge gesundheitlicher Einschränkungen legte Locke Ende Februar 2023 das Ehrenamt nieder.
Lockes Amtsvorgängerin Kerstin Antonius, gegen den diese die Bürgermeisterwahl 2010 mit 78,6 % der gültigen Stimmen gewann, hat aus persönlichen Gründen nicht erneut kandidiert. Unter ihrem Vorgänger Peter Mäkelburg, der das Amt des Bürgermeisters vom 1. Mai 1982 bis zum 30. September 2010 bekleidete, war sie langjährig Gemeinderätin, Vorsitzende des Bauausschusses sowie stellvertretende Bürgermeisterin.

### Wappen
Die Gemeinde Trebendorf führt kein Wappen, nutzt seit 2008 jedoch ein wappenähnliches Logo. Auf gelben Grund und von der sorbischen Fahne gesäumt ist in ihm ein sorbischer Dudelsackspieler in Festtracht abgebildet. Entlehnt ist das Logo dem Ärmelzeichen der Freiwilligen Feuerwehr Trebendorf, das bereits seit längerer Zeit einen sorbischen Dudelsackspieler zeigt. Damit soll das Vermächtnis des weit bekannten Trebendorfer Dudelsackspielers Hans Schuster geehrt werden.

## Sehenswürdigkeiten

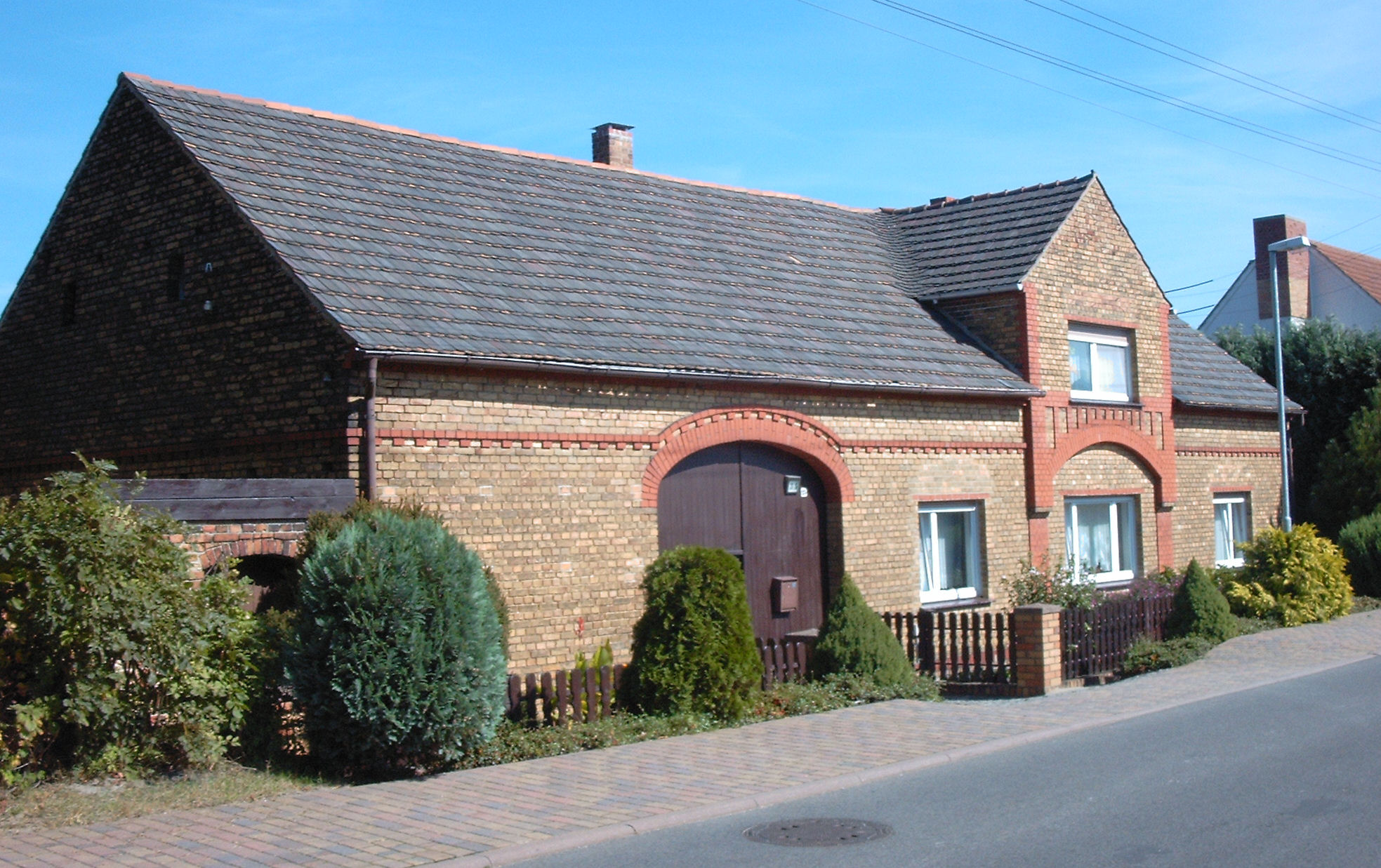
Typisches Wohnhaus in Trebendorf in Klinkerbauweise und mit Torbogen

- Schusterhof in Trebendorfs neuer Ortsmitte
- Aussichtspunkt des Tagebaus Nochten
- Drei- und Vierseitenhöfe in Klinkerbauweise
- Festplatz und Wasserkraftwerk in Ruhlmühle